# Супербол LVI
Супербол LVI је био 56. Супербол и 52. шампионат Националне фудбалске лиге (НФЛ) у модерној ери. То је последња утакмица сезоне 2021 и финале плеј-офа НФЛ лиге за сезону 2021–22. Утакмица је одиграна 13. фебруара 2022. године на стадиону СоФи у Инглвуду.
То је био осми Супербол чији је домаћин област Великог Лос Анђелеса, а последњи је Супербол XXVII 1993. године, одржан на Роуз Боулу, а први у граду Инглвуду. То је такође први Супербол који се одржао друге недеље у фебруару уместо прве, као што је то било у недавној прошлости, због проширења распореда регуларне сезоне са 16 на 17 утакмица. Утакмицу ће на националној телевизији преносити NBC.
Лос Анђелес рамси су учествовали у свом петом Суперболу, док су Бенгалси до тада учествовали 2 пута. Рамси су 2 пута били шампиони, од тога последњи пут 1999, када су још увек били у Сент Луису. Бенгалси су играли 2 пута, и оба пута изгубили. Обе екипе су у регуларном току сезоне биле четврте у својим конференцијама, што ово финале чини прво у којима финалисти нису били међу прва 3 места у регуларном току.

## Основна правила америчког фудбала
Тим у америчком фудбалу се састоји од 54 играча од којих се 45 пријављује за утакмицу, а у сваком тренутку њих 11 је на терену за једну екипу. Тих 45 играча су подељена у три засебне поставе: нападачку, одбрамбену и поставу за специјалне задатке. Играч који је део нападачке поставе може играти и у одбрамбеној или у специјалној постави, али у савременом НФЛ-у се то скоро никад не догађа.
Утакмица у НФЛ-у се састоји из 4 четвртина од по 15 минута, при чему пауза између прве и друге, односно треће и четврте четвртине траје бар 2 минута. Пауза на полувремену траје 13 минута. У случају нерешене утакмице се играју продужеци.
Терен је широк 100 јарди (91,44m) и подељен је на пола, а на крајњим ивицама терена се налазе додатни простори од по 10 јарди који представљају енд зоне. У енд зонама се постижу поени или тачдауном, или сејфтијем. На срединама крајњих ивичних делова енд зони се налази по један гол. Свака екипа има 4 покушаја (downs) да освоји простор од најмање 10 јарди. Уколико освоје бар 10 јарди, добијају нова 4 покушаја да поново освоје простор, а циљ екипе која напада је да постигне или тачдаун за 6 поена или шут из игре за 3. Ако одбрана пресретне неко додавање, или ако нападачка екипа истроши 4 покушаја а не освоји довољно простора, лопту преузима противничка екипа која добија своја 4 покушаја за освајање простора. Између сваког покушаја се играчи престројавају на граничној линији последњег освојеног јарда.
Уколико екипа која напада процени да треба да освоји превелику удаљеност за нова 4 покушаја, а нису близу противничког гола да покушају шут за 3 поена, могу да испуцају лопту што даље од своје енд зоне. У енглеском језику се то назива пант (punt), и он може бити блокиран, или у случају успешног испуцавања противничка екипа може да остави лопту, да ухвати без покушаја за освајањем простора (fair catch), или да ухвати лопту уз покушај за освајање што више јарди (punt return). У тим случајевима противничка екипа добија 4 покушаја за освајање 10 јарди од места хватања или пада лопте, или ако враћају лопту из шута а не изгубе је — од места заустављања играча са лоптом. Пант у НФЛ-у може да се изведе при било ком покушају за освајање простора, али најчешће се то ради при 4. покушају (4th down), а лопту испуцавају чланови специјалне поставе нападачке екипе.
Поени у америчком фудбалу се постижу на следеће начине:
- Тачдаун (touchdown) - доноси 6 поена. Постиже се на следеће начине: тако што играч са лоптом у поседу истрчи у противничку енд зону, ухвати додавање у тој зони, или ако у њој ухвати ничију лопту (fumble). Лопта не мора да физички додирне терен да би се важио тачдаун, и не мора цела да буде у енд зони. Одмах након тачдауна екипа која га је постигла добија прилику за екстра поене. Лопта се постави на 3 јарда од енд зоне, и онда екипа може да шутира на гол за 1 поен, или да поново изведе тачдаун за 2 поена. Углавном се шутира на гол, а приликом покушаја за екстра поен је могућ и редак начин постизања 1 поена у случају блокирања покушаја од стране одбране.
- Шут из игре (field goal) - доноси 3 поена. Постиже се шутом на гол приликом неких од 4 покушаја за освајање јарди, углавном код 4. покушаја и код удаљености од око 45 јарди. Након овог шута нема покушаја за екстра поене.
- Сејфти (safety) - доноси 2 поена, или 1 у једном посебном случају. Једини је начин да одбрана, односно екипа без лопте, освоји поене. Постиже се када одбрана у противничкој енд зони обори противничког играча који има лопту. Поени се ретко постижу на овај начин у НФЛ-у, а у нормалним околностима доноси 2 поена. Постоји и специјалан случај када сејфти доноси само 1 поен, а за то је неопходан предуслов да је нека екипа постигла тачдаун и да покушава да постигне додатне поене. Уколико се тај покушај блокира на начин да је лопта у терену и да је одбрана преузела посед, ако се лопта врати у енд зону, или ако лопта изађе из ње па се поново врати тамо, обарање играча са поседом доноси сејфти од 1 поен. У НФЛ-у се то није десило, али јесте у NCAA.[9] Иако се поени у НФЛ-у ретко постижу сејфтијем, најбржи поен у Суперболу је постигнут управо сејфтијем после 12 секунди на почетку Супербола XLVIII,[10] а Супербол XLVII је тактички окончан намерним сејфтијем како би истекло време.[11]

## Избор домаћина
За разлику од претходних процеса лицитирања за Супербол, ниједна понуда није прихваћена за Супербол LVI. Понуде за Супербол LIII, Супербол LIV и Супербол LV су извучене из исте групе кандидата на састанку 24. маја 2016. Атланта, Мајами, Лос Анђелес и Тампа Беј били су четири кандидата за три такмичења; Атланта је добила Супербол LIII, Мајами је добио Супербол LIV, а Лос Анђелесу (који је одбио да лицитира за Супербол LIV и није испуњавао услове за Супербол LIII) је додељен Супербол LV.
Власти су 18. маја 2017. објавиле да је отварање стадиона у Лос Анђелесу, првобитно заказано за почетак сезоне 2019, одложено још једну годину до 2020. године. Као резултат тога, на састанцима власника лиге у Чикагу 23. маја 2017, лига је поново доделила Супербол LV једином преосталом кандидату, Тампа Беју, и доделила Супербол LVI Лос Анђелесу.
НФЛ је такође рекао да имају резервни план, и да, ако пандемије ковида 19 повећа ограничења у Лос Анђелесу до датума догађаја, ова утакмица би могла бити премештен на АТ&Т стадион у Арлингтону, који је задњи пут био домаћин за Супербол XLV 2011. године  НФЛ је 13. јануара потврдио да ће утакмица остати на стадиону СоФи.

## Тимови

### Лос Анђелес рамси
Лос Анђелес рамси су сезону 2021. завршили са резултатом 12-5 под вођством петогодишњег главног тренера Шона Меквеја.  Ово ће бити њихов пети наступ на Суперболу, трећи као тим из Лос Анђелеса, а други под Меквејем. Франшиза има рекорд Супербола 1–3 пре ове утакмице, освојивши Супербол XXIV 1999. као Ст. Лоуис рамси. Такође су освојили два шампионата пре Супербола 1945. као Кливленд Ремс и 1951. током свог првог боравка у Лос Анђелесу.

### Синсинати бенгалси
Синсинати бенгалси су завршили сезону са резултатом 10–7 под вођством главног тренера Зака Тејлора трећу годину заредом. Ово ће бити њихово треће учешће на Суперболу, након Супербола XVI 1981. и Супербола XXII 1988. Након што су изгубили оба, бенгалси после тога нису имали успеха и нису победили у плеј-оф утакмици од 1990. године, што је била најдужа активна „суша” у четири главна северноамеричка спорта.

## Забава

### Полувреме
На полувремену у програму ће учествовати Др. Дре, Снуп Дог, Еминем, Мери Џеј Блајџ и Кендрик Ламар. Трејлер за емисију објављен је 20. јануара 2022. са песмама Still D.R.E., The Next Episode, Rap God, Family Affair, HUMBLE, и California Love.